# محوطه وعده‌گاه تاسکو
محوطه وعده‌گاه تاسکو مربوط به سده‌های اولیه دوران‌های تاریخی پس از اسلام است و در شهرستان ماسال، بخش مرکزی، دهستان ماسال، روستای تاسکوه واقع شده و این اثر در تاریخ ۱۲ دی ۱۳۸۶ با شمارهٔ ثبت ۲۰۴۴۶ به‌عنوان یکی از آثار ملی ایران به ثبت رسیده است.